# Porto di Liegi
Il porto di Liegi (in francese: Port Autonome de Liège, PAL) è un porto interno nella regione di Liegi sulla Mosa e sul Canale Alberto.
Il porto, fondato nel 1937, è un'istituzione dello Stato del Belgio. Copre 29 porti su un'area di circa 358 ettari con 24 km di banchine tra i villaggi di Lanaye (comune di Visé) e il porto turistico di Statte nel comune di Huy a una distanza di circa 50 km lungo la Mosa e il Canale Alberto. Nella provincia di Liegi, dodici comuni sono interessati dal porto di Liegi.

## Struttura
Nel 2005, 14,2 milioni di tonnellate furono trasportate dal fiume al porto. Insieme al trasbordo su rotaia e camion, nel 2005 il porto ha registrato un fatturato totale di 20,1 milioni di tonnellate. Il porto di Liegi è uno dei tre maggiori porti interni europei (in termini di peso) dopo il porto interno di Duisburg e il porto di Parigi. Il collegamento diretto con Anversa attraverso il Canale Alberto consente il traffico di merci nel cuore della grande regione industriale europea, nel bacino della Mosa e anche in Renania e Lussemburgo.
Oltre al porto di Liegi, gestito dal settore pubblico, nel porto di Liegi sono presenti alcuni porti privati con un fatturato di 6,2 milioni di tonnellate nel 2005.
Nel complesso portuale di Liegi sono stati movimentati 14,2 milioni di tonnellate di acqua per un totale di 20,1 milioni di tonnellate nel 2005, rispetto alle 15,8 tonnellate del 2001, su un totale di 21,2 tonnellate.

### Movimentazione dei container
Il terminal container multimodale Trilogiport sul Canale Alberto è stato parte di DP World dall'estate 2014. Il porto è collegato alla rete ferroviaria delle ferrovie statali belghe SNCB, che effettuano il trasporto merci con la controllata SNCB Logistics. Le società di logistica privata hanno filiali nell'area portuale e organizzano il trasporto merci via acqua, ferrovia e strada (ad es. Magetra, Holcim Belgique).

### Volume gestito dal porto autonomo
Il porto autonomo di Liegi ha vissuto nel 2008 un anno record, con 16 031 301 tonnellate trasportate dal corso d'acqua, 4 016 912 tonnellate trasportate su strada e 1 754 003 tonnellate trasportate su ferrovia. Il totale di 21 801 946 tonnellate rappresenta un aumento del + 1,5% del volume elaborato in 2007. La caduta è significativa nel 2009 con solo 18 394 611 tonnellate prima di alzare la barra nel 2010 e confermare questi buoni risultati nel 2011.
I valori riportati di seguito corrispondono al volume cumulativo (fiume, strada, ferrovia).
- Volume complessivo gestito dall'Autorità portuale di Liegi (in migliaia di tonnellate)

## Struttura
Il porti di Liegi in breve:
- 21,1 milioni di tonnellate trasportate (acqua / ferrovia / strada) nel 2010 (di cui 15 milioni di tonnellate per acqua)
- 26 km di banchine
- Area del porto di 370 ettari
- 2 terminali del contenitore
- un molo coperto (1 ha)
- un molo RoRo
- Serbatoi di stoccaggio per prodotti petroliferi (226.500 m³)
- 70 magazzini con un'area totale di +/- 15 acri coperti
- Silos per cereali con una capacità totale di 50.000 m³
- Porto turistico (120 posti) ...
- 10.670 lavori diretti e 16.001 indiretti

## Vie di comunicazione

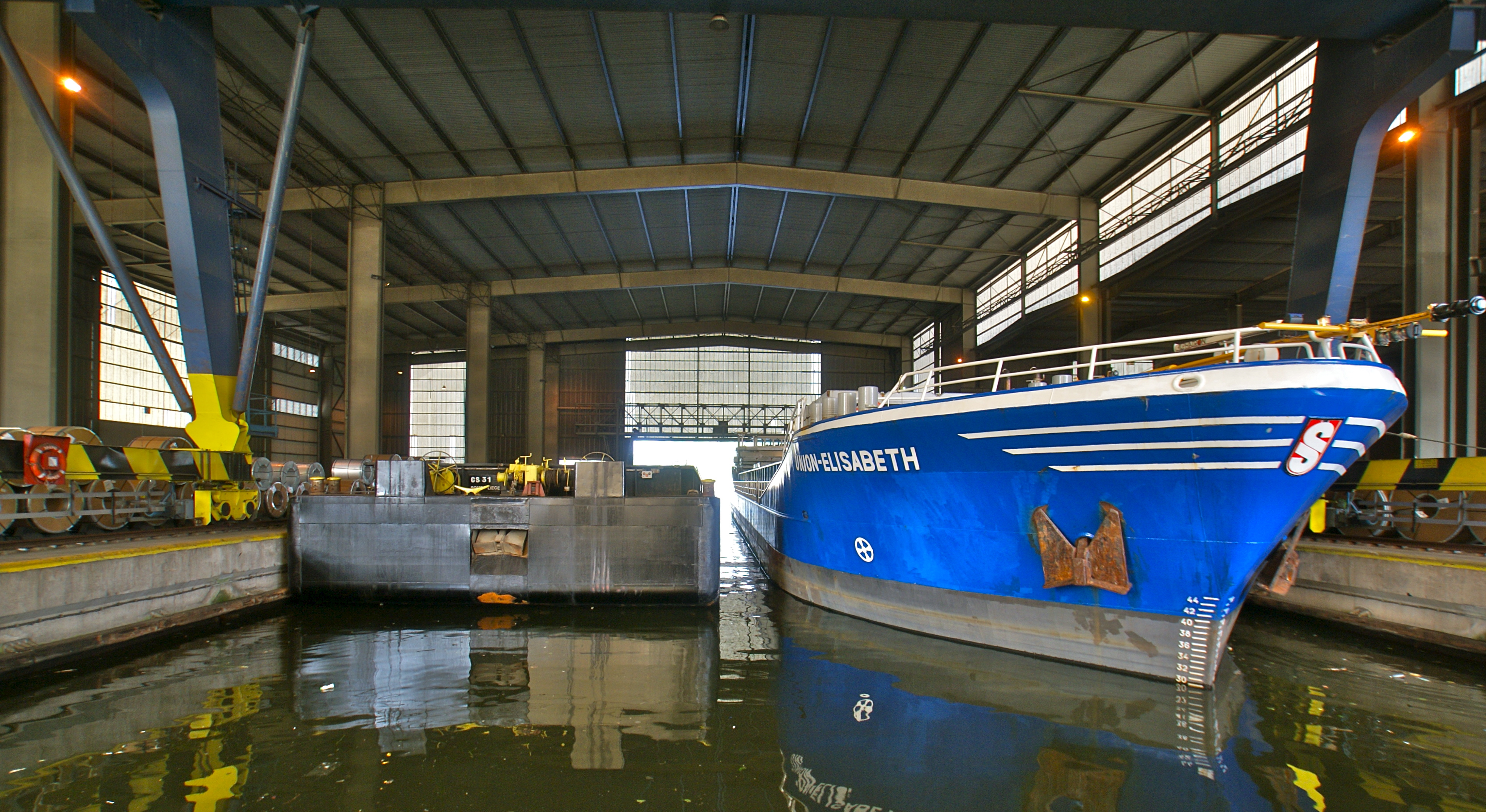
Barca di cabotaggio marittima Union Elisabeth nel bacino coperto

Il porto di Liegi si trova nel cuore della più densa rete navigabile del mondo, nel grande bacino del Reno-Mosa-Schelda-Mosella (20.000 km). Il porto ha tre accessi al mare:
- Il Canale Albert (lunghezza 129 km, 6 chiuse) collega il porto di Liegi con il porto di Anversa e la connessione Schelda - Reno. Il Canale Alberto rappresenta solo l'8,2% della rete fluviale belga (fiumi e canali), d. h. 129 km da 1560 km. Con un traffico di oltre 30 milioni di tonnellate, rappresenta il 30-40% del totale del traffico fluviale annuale belga.
- La Mosa e il canale Juliana (il Julianakanal) collegano il porto di Rotterdam (distanza 310 km, circa 20 ore di guida).
- Un collegamento est-ovest a Dunkerque (362 km, 32 chiuse) poiché il Canal du Centre è stato ampliato nel 2002 da 300 a 1350 tonnellate (per le navi europee).